# Khan Temir
Khan Temir (auch Kantymir Murza, Kantimir Murza, Kantemir Mirza, Cantemir Bey, genannt das Blutige Schwert; * XVI. Jh.; † 1637 in Konstantinopel) war ab etwa 1603 ein tatarisch-nogaischer Heerführer und Khan der Nogaier-Horde im Jedisan, Budschak und Dobrudscha.

## Leben
Temir diente dem Osmanischen Reich als Militärführer der tatarischen Vasallenvölker und war ein erklärter Feind von Polen-Litauen. Er kontrollierte den gesamten nordöstlichen Einflussbereich der Hohen Pforte im Jedisan, Budschak und Dobrudscha. Von diesen Gebieten führte er mehrere Razzien gegen christliche Gebiete (Fürstentum Moldau, Polen-Litauen etc.).
Im Jahr 1612 schlug er in der Schlacht bei Sasowy Róg die Truppen des polnischen Magnaten Stefan Potocki und des moldawischen Fürsten Constantin Movilă. Er nahm ab 1620 am Osmanisch–Polnischen Krieg von 1620–1621 teil, so in der Schlacht bei Cecora (1620), in der er die polnisch-litauischen Truppen unter dem Kommando von Stanisław Żółkiewski während ihres Rückzugs vernichtend in die Flucht schlug, um ein Jahr später, in der Schlacht bei Chocim (1621) erneut gegen Polen-Litauen in den Krieg zu ziehen, in dem er den osmanischen Titel eines Beylerbeys erhielt.
Der militärische Rückschlag des Osmanischen Reiches bei Chocim und der darauf folgende polnisch-osmanische Friedensvertrag, hinderten Temir nicht, private Raubzüge gegen Polen-Litauen zu führen. Er wurde jedoch auf dem Gebiet der heutigen Ukraine in der Schlacht bei Martynów 1624 durch die Truppen des polnischen Großhetmans der Krone Stanisław Koniecpolski und in der Schlacht bei Gniła Lipa 1629 vom Kiewer Wojewoden Stefan Chmielecki mehrmals geschlagen. Temir nahm anschließend am Osmanisch–Polnischen Krieg von 1633–1634 teil. Er versuchte ab 1635 das durch einen Bürgerkrieg im Khanat der Krim herrschende Machtvakuum auszunutzen und die Herrschaft über dieses tatarische Khanat zu übernehmen. Er wurde im Verlauf der Kämpfe 1637 geschlagen und auf Befehl des osmanischen Sultans Murad IV., zusammen mit İnayet Giray, Khan der Krim, in Konstantinopel hingerichtet.